# ブローム・ウント・フォス BV 237
ブローム・ウント・フォス BV237
- 用途：急降下爆撃機・攻撃機
- 設計者：リヒャルト・フォークト博士
- 製造者：ブローム・ウント・フォス
- 生産数：未完成
- 原型機：ブローム・ウント・フォスBV141

ブローム・ウント・フォス BV 237（Blohm & Voss BV 237）はドイツで試作された急降下爆撃機。
原型は左右非対称機として知られているBV 141である。

## 設計と開発
1942年、ドイツ空軍は陳腐化していたユンカースju 87を置き換えようと考えており、そこで注目されたのがブローム・ウント・フォスのリヒャルト・フォークト博士が率いる開発チームが進めていた「P 177」であった。いくつかの型があり、単座の急降下爆撃機型は固定武装としてそれぞれ2挺ずつのMG151とMG131、2000kgの爆弾を搭載予定だった。
複座の攻撃機型は2挺のMG151と3挺のMK 103機関砲、70kg爆弾7個搭載するとされた。
B-1型の最終モデルではレシプロエンジンとコックピットの間の翼下にユンカース ユモ 004Bを搭載する予定であった。
1943年初頭、開発チームはBV237をヒトラーに公開し、その後すぐに生産開始するよう命じられた。
しかし、受注はキャンセルされてしまった。その年の夏になると連合軍がハンブルクを爆撃するようになったが、ブローム・ウント・フォスの工場は無事であった。だが航空省は開発中止を命じた。その後も開発は続けられ、1945年にA-0型の製造が決められたものの、1944年末に計画は破棄され木製のモックアップが完成したのみだった。

## 型式
P 177：BV237の原型。
BV237(単座型):急降下爆撃機
BV237(複座):対地攻撃機
BV 237B-1
ターボプロップエンジンのユンカース ユモ004Bと通常エンジンのBMW 801との混合推進型。翼下にエンジンを装備する予定であったとされる。

## 仕様(BV 237)

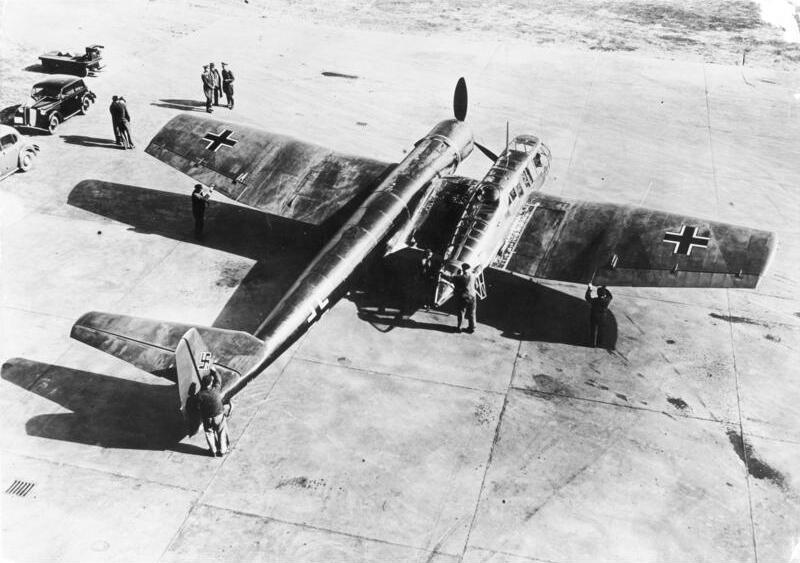
原型機であるBV141の1942年4月の写真。BV 237も似たような外観と思われる。

データは Die Deutsche Luftruestung 1933-1945 Vol.1-AEG-Dornier より
特性
- 乗員：1
- 全長：10.75m
- 翼幅：14.46m
- 全高：3.3m
- 翼面積：42m2
- 最大離陸重量：6,685kg
- 燃料容積：1,900L
- エンジン：1×BMW 801D　BV 237B-1のみ：1×ユンカース ユモ004B
- プロペラ：3ブレード可変ピッチプロペラ

性能
- 最高速度：579km/h
- 航続距離：2000km

武装
急降下爆撃機型
- 2×15mm MG151機関砲
- 2×13mm MG131機関銃
- 2,000kg爆弾

攻撃機型
- 2×15mm MG151機関砲
- 2×13mm MG131機関砲
- 3×30mm MK103機関砲
- 6×70kg爆弾